# 幽霊と未亡人
『幽霊と未亡人』（ゆうれいとみぼうじん、原題・英語: The Ghost and Mrs. Muir）は、1947年に製作・公開されたアメリカ合衆国の映画である。

## 概要
R・A・ディックの小説をもとにジョーゼフ・L・マンキーウィッツが監督、ジーン・ティアニーとレックス・ハリソンが主演した。

## キャスト
- ルーシー：ジーン・ティアニー
- ダニエル・グレッグ：レックス・ハリソン
- マイルズ：ジョージ・サンダース
- アンナ（ルーシーの娘）：ナタリー・ウッド

## スタッフ
- 監督：ジョーゼフ・L・マンキーウィッツ
- 製作：フレッド・コールマー
- 脚本：フィリップ・ダン
- 音楽：バーナード・ハーマン
- 撮影：チャールズ・ラング
- 編集：ドロシー・スペンサー
- 美術：ジョージ・W・デイヴィス、リチャード・デイ
- 装置：トーマス・リトル、スチュアート・A・ライス
- 衣裳監督：チャールズ・ルメイアー
- 衣裳：エレノア・ベーム
- ジーン・ティアニーの衣裳：オレグ・カッシーニ

## アカデミー賞ノミネーション
- 撮影賞（白黒）：チャールズ・ラング